# Ситница звана љубав
Ситница звана љубав (енгл. The Thing Called Love) је америчка романтична комедија из 1993. у режији Питера Богдановича. Ово је последњи филм Ривера Финикса.

## Улоге
| Глумац         | Улога          |
| -------------- | -------------- |
| Ривер Финикс   | Џејмс Рајт     |
| Саманта Матис  | Миранда Пресли |
| Дермот Малруни | Кајл Дејвидсон |
| Сандра Булок   | Линда Линден   |
| Ентони Кларк   | Били           |
| Веб Вајлдер    | Нед            |